# Aversai merénylet
Az aversai merénylet 1345. szeptember 18. éjjelén történt a Nápolyi Királyság területén fekvő Aversa városában. A merényletet a hatalmát féltő nápolyi udvar egy része követte el Nápolyi Johanna férje, a magyar Anjou-házból származó András (vagy Endre) ellen. Ez a gyilkosság volt I. (Nagy) Lajos Háborús indoka (casus belli-je) arra, hogy 1347-ben bosszúhadjáratot indítson a királyság ellen.

## Előzmények
1333-ban, amikor létrejött I. (Bölcs) Róbert király lánya, Johanna és a leendő I. (Nagy) Lajos öccse, András között a házassági szerződés, amely kimondta, hogy az ifjak együtt öröklik a trónt, az udvarban megkezdődtek a cselszövések, hogy a hirtelen megugrott magyar befolyást csökkentsék azzal, hogy a fiatal, impulzív leány trónörököst távol tartsák Andrástól. Amikor 1343-ban meghalt Róbert, és végrendeletében felmondta az 1333-ban megállapodott szerződést, egyedül idősebb lányának hagyva meg a trónt, Johanna elhidegült a férjétől, aki azonnal nevetség tárgyává vált Nápolyban. Mivel András kinézetében szintén inkább szláv volt, mint latin, valamint jobban ragaszkodott a keresztény moralitáshoz, hamar idegenné vált az udvarban, akit Johanna lehetőleg elkerült. Amikor azonban Magyarországról Erzsébet anyakirályné diplomáciai nyomást mért a Nápoly felett álló Pápai Államra, VI. Kelemen fontolgatni kezdte, hogy királlyá koronáztassa Andrást. A hír eljutott az udvarba, ahol azok, akik eddig udvari bohócként kezelték Andrást méltán elkezdtek rettegni, hogy a magyar herceg királyként bosszút áll. A két főúri család, a Durazzóiak és Tarantóiak eddig különböző módon próbálták megszerezni a Nápolyi trónt (A Durazzóiak titkon eljegyeztették Johanna húgát, Máriát), azonban a Tarantóiak voltak azok, akik András ellen cselekedni kezdtek.

## A terv
A merénylet fő kiötlője ma már bizonyítottan Katalin tarantói hercegnő, a címzetes konstantinápolyi császárné. Az asszony bármire képes volt Nápolyban a hatalomért, és rájött arra, hogyha megöleti Andrást és Johannát elvéteti a gyermekét a fiával, Tarantói Lajossal, akkor megszerezheti fiainak a nápolyi trónt. A merényletben kezére játszott az udvar jelentős része: Niccolò Acciaiuoli, firenzei kereskedőből lett főminiszter; Filippa de Catania, Johanna nevelőanyja, és lánya, Sancia; Artois (Artus) Károly kamarás és fia, Bertrand; a magister rationalis és a királyi udvarmester is. A terv szerint a gyilkosságot a Nápolytól két mérföldre fekvő Aversában kívánták elkövetni, mert Nápolyban szerették a herceget, és a merénylők féltek a nép haragjától. Számos embert meggyőztek, hogy vegyenek részt a merényletben, mert sokuknak volt vesztenivalójuk, ha Andrást megkoronázzák, és azzal is számolniuk kellett, hogy a herceget egy magyar követség folyamatosan védte. Gyilkos fegyverként selyemhurok általi fojtást választottak, mert elterjedt az a hír a hercegről, hogy a méreg nem hat a szervezetére, mert védi őt egy, az édesanyjától kapott mágikus gyűrű. 1345 augusztusára VI. Kelemen pápa is aggódni kezdett a magyar herceg biztonságáért, ezért szeptemberben megindította Nápolyba azt a kíséretet, amely megkoronáztatta volna Andrást, romba döntve Katalin tervét.

## A gyilkosság éjszakája
A pápai bulla érkezésére a merénylők nem várhattak tovább. Kihasználva András hirtelen jött vadászkedvét, 1345. szeptember 18-án Aversába hívták a kutyáival, a vadak üldözésére. Vele tartott a hat hónapos terhes Johanna is, akit a lovaglásban nem akadályozott a szíve alatti gyermek, azonban este a vacsora után elfáradt, és a pár hamar nyugovóra tért. Lakhelyül nem az aversai kastélyban szálltak meg, hanem a tőle nem messze levő kolostorban, ahol csak ők és a személyzet tartózkodott. A merénylők a hálószoba melletti terembe lopóztak, ahonnan az egyikük felébresztette Andrást, hogy sürgős hírek érkeztek Nápolyból. A herceg csak egy hálóköntösben ment ki, ahol a gyilkosok Bertrand vezetésével rávetették magukat. Egyikük egy vaskesztyűvel fogta be a száját, egy másik a haját tépte, egy harmadik fojtogatni kezdte. A jó erőben lévő Andrásnak sikerült kiszabadítania magát, és a hálószobája felé ugrott, ahol a fegyverei is voltak, az ajtót azonban bezárták (hogy ezt az egyik merénylő vagy maga Johanna tette-e, mai napig rejtély). A herceg menekülni kezdett, és segítségért kiáltozott. A lárma közben a merénylők lódobogást véltek hallani, azért azt hitték, jönnek a magyarok a kastélyból a herceg segítségére, amitől megijedtek, és újult erővel rontottak rá Andrásra. Testére térdeltek, megrugdosták, majd a selyemzsinórral megfojtották, és felakasztották az udvarra nyíló erkélyre. Ezek után a terv szerint a holttestet a kertben lévő kútba kellett volna dobni, és kijelenteni, hogy a herceg elmenekült az országból, azonban rettegve a következményektől a merénylők egyszerűen a kertben hagyták Andrást, és szétszéledtek. András dajkája, Erzsébet felkelt a lármára, azonban várt egy ideig, míg a gyilkosok eltűnnek, és csak akkor tért elő a szobájából. A herceg hangját vélte fölfedezni, ezért a keresésére indult. Végül a kertben rátalált a holttestre, akit a szerzetesek segítésével a kolostorba vittek, és hajnalig imádkoztak mellette. A halálhír hamar elterjedt Aversában, és reggel, amikor Johanna felkelt, a nép magyarázatot követelt a királynőtől. Johanna nem tudta kezelni a helyzetet, a holttestet sem látogatta meg, hanem megvárva, míg a tömeg eloszlik, visszatért Nápolyba. A holttestet pár héttel később Durazzói Károly szállíttatta el Nápolyba, ahol Orsillo Minutulo temettette el a nápolyi székesegyház Szent Lajos-kápolnájában.

## Következmények
András halálhíre hamar elterjedt Európában, ugyanis a magyar udvar nyíltan támadni kezdte leveleivel Johannát és a pápát. VI. Kelemen kellemetlen helyzetbe került, hiszen hűbérura volt Nápolynak, és most az ő felelőssége volt, hogy valahogyan megakadályozza a I. Lajos bosszúját. Csitítóleveleket küldött Budára, mutatva részvétét Lajos felé, ugyanakkor felszólította a magyar szövetséges cseh és német hercegeket, hogy háború esetén ne támogassák a királyságot. Johanna gyűlölte a férjét, de nem volt érdeke a halála, még ha a merénylet utáni magatartása mást is mutatott. A Johannát védő krónikások felmentik a királynőt, a korabeli magyar felfogásban azonban Johanna állt a merénylet mögött. Elmondható, hogy I. Lajos érdekében állt a nápolyi trón megszerzése, ezért a vád Johanna ellen fontos eleme volt bosszúhadjáratának. Bár 1346 március folyamán elkapták és kivégezték a merénylők jelentős kitervelőit, Katalin pedig 1347-ben meghalt, már semmi sem akadályozta meg, hogy I. (Nagy) Lajos véghez vigye első nápolyi hadjáratát Johanna ellen, amihez az itáliai hercegségek is támogatásukat adták.